# Ram Chandra Poudel
Pour les articles homonymes, voir RAM.
Ram Chandra Poudel ou Ram Chandra Paudel, né le 15 octobre 1944 dans le district de Tanahu, est un homme politique népalais. Il est président de la République depuis le 13 mars 2023.

## Biographie
Ram Chandra Poudel est élu député pour la première fois en 1991. Il est président de la Chambre des représentants de 1994 à 1999, puis vice-Premier ministre et ministre de l'Intérieur de 1999 à 2002.
Il occupe les fonctions de ministre de la Paix et de la Reconstruction, dans le cabinet dirigé par Girija Prasad Koirala, jusqu'au 23 juillet 2008, et n'est pas remplacé dans ses fonctions dans le cabinet suivant dirigé par Pushpa Kamal Dahal (alias « Prachanda »).
Le 10 avril 2008, lors de l'élection de l'Assemblée constituante, il est élu député dans la 2e circonscription du district de Tanahu.
Lors de l'élection présidentielle organisée le 9 mars 2023, il est élu au suffrage indirect président de la République sous l'étiquette du Congrès népalais. Avec 68,54 % des voix, il bat le candidat du Parti communiste du Népal (marxiste-léniniste unifié), Subash Chandra Nemwang, son seul concurrent. Il entre en fonction le 13 mars.